# Lepidomenia swedmarki
Lepidomenia swedmarki is een Solenogastressoort uit de familie van de Lepidomeniidae. De wetenschappelijke naam van de soort is voor het eerst geldig gepubliceerd in 1985 door Salvini-Plawen.